# Black and White Tour
Black and White Tour (исп. Blanco y Negro Tour, рус. Чёрное и белое) — всемирный концертный тур пуэрто-риканского певца Рики Мартина, проведённый в 2007 году в поддержку альбома MTV Unplugged. Во время тура певец посетил страны Южной и Северной Америки, а также Европы.

## О туре
В шоу, режиссёром которого стал Джейми Кинг, вошли хиты Рики Мартина и песни с последнего концертного альбома MTV Unplugged. Двухчасовое шоу было разделено на четыре темы: семью, романтику, переворот и страсть.
Тур начался 9 февраля 2007 года с четырёх концертов на сцене José Miguel Agrelot Coliseum в Сан-Хуане и продолжился в нескольких странах Южной и Центральной Америки. Часть тура по Латинской Америке закончилась в конце марта в Мексике.
Тур по Северной Америке начался на сцене SAP-центра 17 апреля 2007 года Мартин выступал на аренах в 17 городах. Три шоу 14—16 мая были отменены в (Эль-Пасо, Глендейл и Альбукерке) после того, как Мартин потянул поясницу во время шоу в Ларедо.
В июле 2007 года Рики Мартин закончил европейскую часть турне и объявил даты для второй части американского тура Black and White Tour. После выступлений в Пуэрто-Рико и Мексике американская часть нового выступления началась 29 сентября 2007 года в Хонда-центре в Анахайме и продлилась до 14 октября 2007 года. Последнее выступление было на Мэдисон-сквер-гарден в Нью-Йорке. Рики Мартин также играл в новом театре Fillmore Miami Beach at The Jackie Gleason Theater 10—12 октября 2007 года.

## Сет-лист
1. «Video Intro»
2. «Pégate» (содержит отрывки из «Raza de Mil Colores» и «Por Arriba, Por Abajo»)
3. «This Is Good»
4. Dance Interlude: «Indonesian Transition»
5. «Jaleo»/«I Don’t Care»/«María»
6. Dance Interlude: «Hindu Transition»
7. «Vuelve»
8. «Gracias por Pensar en Mi»
9. «Fuego de Noche, Nieve de Día»
10. «She's All I Ever Had» (содержит отрывки из «Bella»)
11. «Rebirth» Video Intro
12. «Revolución»
13. «It’s Alright»
14. «Livin' la Vida Loca»
15. «Somos la Semilla
16. „Asignatura Pendiente“
17. „Rave Intro“/»Drop It on Me
18. «Lola, Lola» / «La Bomba» / «The Cup of Life»
19. «Tal Vez»
20. «Tu Recuerdo»

### Сборы
В Billboard Top 25 Tours первой половины 2007 года (между 15 ноября 2006 года и 15 мая 2007 года) Рики Мартин занял 19 место. Общие сборы с тура $13,124,673 с 273,899 местами и 250,463 зрителями. Билеты на пять шоу из двадцати двух были полностью распроданы. А в Billboard's Top 25 Boxscores в тот период Мартин попал на 15 строку с концертами в Coliseo de Puerto Rico и общими сборами $3,988,207.

## Трансляции и записи
Концерт был записан на DVD в Сан-Хуане, на пуэрто-риканской арене José Miguel Agrelot Coliseum 10—11 августа 2007. Ricky Martin Live: Black and White Tour был выпущен на CD, DVD, CD/DVD 6 ноября 2007 года, на Blu-ray 25 ноября 2008 года.